# Радикулопатија
Радикулопатија (лат. radiculopathia, од речи лат. radicula, „мали корен“ и грч. -πάθεια, - „патња“, „-болест“), радикуларни синдром, радикуларни бол, радикуларно оштећење, стање је или болест корена спиналног нерва, у подручју вратне или слабинске кичме као последица притиска на нерв избочености (протрузије) оштећеног (оболелог) међупршљенског диска, код дискус херније, спондилозе, дискартрозе или запаљењских промена изазваних бактеријама, вирусима или хемијским материјама (хемијски радикулитис). Око две трећине свик компресивних оштећења коренова нерава односи се на лумбосакралне коренове (најчешће коренова L5 и S1) и носе општеприхваћен назив ишијас. Вратне (цервикалне) радикулопатије настају након притиска на нерв у вратном делу кичме (најчешће након оштећења коренова C5-C6 и C6-C7).

## Епидемиологија
Око 65% радикулопатија локализовано је у лумбалном (слабинском) делу кичме, а око 90% лумбалних радикулопатија узроковано је хернијацијом међупршљенског диска (дискус хернија), са радикуларном компресијом. Међутим дискус хернија и компресија живца коју она изазива није искључиви узрок, јер и друге патоанатомске промене могу да утичу на оштећење нервног корена (нпр. стеноза спиналног канала, фораминална стеноза итд).
Дегенеративне промене понекад могу бити узрок радикуларног оштећења, без утицаја промена или оштећења међупршљенског диска.
Око 5% до 10% болесника у оквиру лумбалне радикулопатије има као главни симптом ишијалгију, док се преваленцалумбалног бола креће од 49% до 70%. Инциденца лумбалне радикулопатије као последица оштећења диска, у општој популацији процењује се на 2,2%.
Међу факторима ризика за настанак радикулопатије, бројна истраживања показују утицај следећих фактора;
- лични фактори (животна доб, телесна висина, ментални стрес и пушење),
- професионални фактори (рад повезан са сталним дизањем и ношењем терета, изложеност вибрацијама током рада или за време дугих вожњи)

Полне разлике и физичка спремност, према спроведеним истраживањима, нису непосредно повезане са радикулопатијом.

## Етиологија
Узроци радикулопатија могу бити веома разноврсни и деле са на примарне и секундарне: 

#### Примарна радикулопатија
Настаје након развоја примарног процеса у коренима спиналних живаца, и може бити узрокована; аутоимуним поремећајима, бактеријским или вирусним агенсима хемијским материјама (лекови, дрога, алкохол итд), примарним туморским процесом итд.

#### Секундарна радикулопатија
Настаје као последица оштећења кичменог стуба (вратна и слабинска радикулопатија), промена у околним структурама око спиналних коренова и другим процесима у организму - који непосредно или посредно могу изазвати оштећење нервних корена најчешће у пределу врата или доњег дела леђа али и у грудном делу тела код;
- Дегенеративне промене у костима (болести костију)
- Запаљењске промене у костима (остеомијелитис)
- Херпес зостер, Лајмска болест, или друге аутоимуне или инфективне болести корена живаца.
- Дискус хернија
- Тумори костију
- Хематом
- Хемијским медијаторима изазвано запаљење нерва (хемијски радикулитис)

## Патофизиологија
Узроци и механизми настанка радикулопатија могу бити вишеструки, али као главни покретачки механизми наводе се;
- Механичко дејство избочености (протрузије) оштећеног (оболелог) међупршљенског диска, код дискус херније, спондилозе, дискартрозе.[6]
- Хипоксија изазвана исхемијом, због поремећене циркулације крви изазване компресијом крвних судова или јаким запаљењем и отоком околног ткива.
- Хемијски радикулитис,[7] хемијским материјама изазваног запаљења корена живца[7][8][9][10] Постоје докази који указује на присуство одређених запаљењских медијатора, који узрокују појаву оштећења и бола .[11] Овај запаљењски медијатор, назван фактор туморске некрозе алфа (TNF), који не само да изазива бол и запаљење, већ (TNF) може утицати и на појаву дегенеративних оштећења међупршљенског диска.[12]
- аутоимуни поремећаји и други запаљењски процеси

## Врсте
Облици радикулопатија и сродни поремећаји:
- Цервикална радикулопатија (радикулопатија вратне кичме)
- Синдром кауде еквине
- Параплегија
- Ишијас
- Квадриплегија
- Синдром пириформиса

## Дијагноза
Дијагностички поступци се значајно разликују између појединих земаља, али и унутар једне земље. Дијагноза се заснива на;
- Анамнеза (у којој доминира бол који зрачи у врат, рамени појас и руку код вратне радикулопатије или бол дуж ноге код лумбалне). Дистрибуција бола умногоме зависи од тога који је нервни корен захваћен. Поред бола у анамнези болесници наводе сензитивне сметње (дизестезије).
- Објективан (физикалан) преглед, у коме посебан значај има неуролошки преглед уз примену одговарајућих клиничких тестова (Лазаревићев тест и Лаугеов тест и других тестова). Лазаревићев тест који је код лумбалне радикулопатије установљен у 91% има специфичност од 26%. Док укрштени Лазаревићев тест има високу специфичност од 88%, али осетљивост од само 29%.[16]
- Допунска испитивања, међу којима највећи значај имају радиолошке методе визуелизацији промена на нивоу супстрата као што су радиграфија, компјутеризована томографија, магнетна резонантна томографија, мијелографија, дискографија.

Табела 1. Дијагноза цервикалне (вратне) радикулопатије
| -   | Бол                                                      | Слабост (поједини мишићи) | Губитак сензибилитета                 | Губитак рефлекса    |
| --- | -------------------------------------------------------- | ------------------------- | ------------------------------------- | ------------------- |
| C5  | Врат, рамена, међулопатични предео, спољни део руке      | , , Ромбоидни             | Спољна ивица рамена, надлактица       | ()                  |
| C6  | Рамена, спољни део подлактице и прва два прста           |                           | Спољна подлактица и прва два прста    | ()                  |
| C7  | Међулопатични предео, задњи део руке, средина подлактице | ,                         | Средина подлактице и средњи прст      |                     |
| C8  | Средина подлактице и шаке                                | ,                         | Средина подлактице и шаке и пети прст | Флексори прстију () |
| Th1 | Средина руке до лакта                                    | Унутрашњи мишићи шаке     | Средина руке ка лакту                 | -                   |

Табела 2. Дијагноза лумбалне (слабинске) и сакралне (крстне) радикулопатије
| - | Бол                                                      | Слабост (поједини мишићи) | Губитак сензибилитета              | Губитак рефлекса       |
| - | -------------------------------------------------------- | ------------------------- | ---------------------------------- | ---------------------- |
|   | Дуж бутине и унутрашњег дела ноге до унутрашњег глежња   | , , Примицачи бутине      | Унутрашњост ноге                   | Пателарни (чашични)    |
|   | Задњи део бутине и спољашњи део листа, горњи део стопала |                           | Горњи део стопала                  | Ахилов                 |
|   | Задњица и задњи део бутине, листа и спољни део стопала   | , , ,                     | Табан и спољна ивица стопала       | Ахилов                 |
|   | Задњи део бутине, задњица и гениталије                   | , , , Мишићи сфинктера    | Задњица анална регија и гениталије | Булбокавернозни Анални |

## Терапија

### Конзервативна терапија
У акутној фази болест се лечи конзервативним начином лечења и у просеку траје 6 до 8 недеља. а обухвата примену следећих облика лечења:

#### Лечење лековима -медикаментозна терапија
Примарна терапија
Усмерена је према основним узрочницима болести код примарне радикулопатије (антибиотска, антивирусна, имуносупресивна, цитостатици итд)
Симптоматска терапија
- Анелгетици - најбоље парацетамол, нестероидни антиинфламаторни лекови (NSAIL), трамадол®, или комбинација више лекова (парацетамол са нестероидним антиинфламаторним лековима, у комбинацији са кодеином), морфин.
- Антидепресиви (најбоље трициклични антидепресиви, Прозак®, Елавил® и Вивактил®.),
- миорелаксанси и антиепилептицима
- Кортикостероиди  (било перорално било епидуралним инјекцијама),
- остала медикаментна терапија, у зависности од осталих пратећих симптома и поремећаја.

#### Физикална терапија
- тракција кичме,[20][21]
- терапеутске вежбе,
- ласеро, магнетна, хидро, термо, електро и сонотерапија,
- мануелна масажа,
- акупунктура,[22]
- спинална аксијална декомпресија),
- остеопатска терапија и хиропраксија,
- когнитивно-бихевиорална терапија.

Бројна истраживања показала су малу разлику успешности лечења код болесника који су мировали у односу на болеснике који су активни. Након ових резултата мировање као ослонац лечења више није препоручљив.

#### Хируршка терапија
| „ | Оперативно лечење има предности над конзервативним лечењем у односу на ниво хернијације, и то са најмањом ефикасношћу за (L5-S1) сегмента, средњом за (L4-5) сегмент и највећом за горње сегменте (L2-L3, L3-L4). Анализа спроведена у Финској показала је да је дисцектомија, била супериорнија у односу на конзервативно лечење код болесника са хернијацијом на (L4-5) сегменту кичме, међутим нема никаквих чврстих доказа ни за, ни против ефикасности расположивих метода конзервативног лечења. Хируршка интервенција може да обезбеди болеснику брже ослобађање од бола и других субјективних тегоба у односу на конзервативно лечење, али не и веће разлике у односу на степен успеха после једне или две година (показала су бројна истраживања). Ова разлика у ефикасности лечења је углавном резултат мањег побољшања стања болесника са проблематиком горњих лумбалних сегмената након конзервативног лечења. | ” |